# Unakit

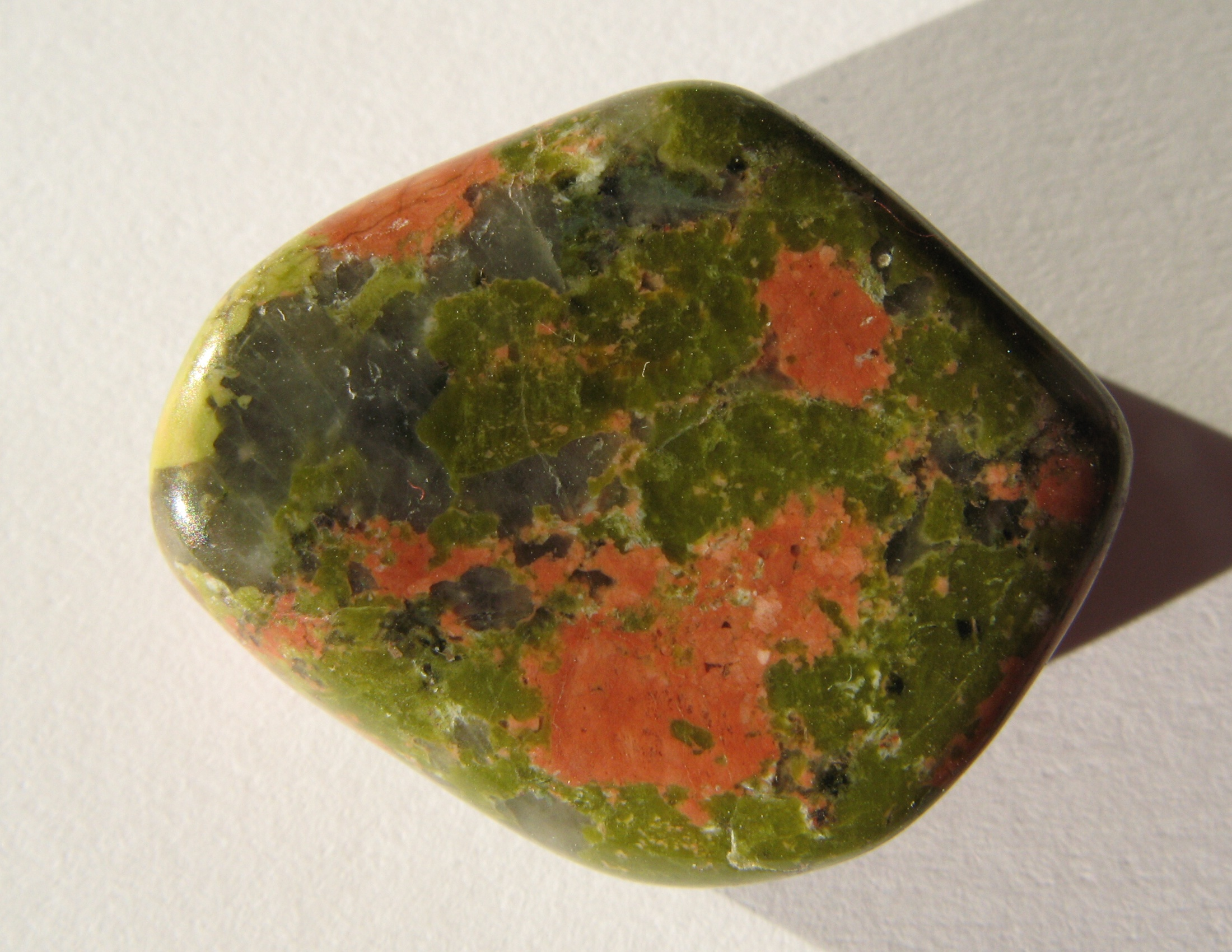
Unakit-Trommelstein

Unakit ist ein Gestein, das sich aus den Mineralen Epidot, Feldspat und Quarz zusammensetzt. Es ist von grüner und rosa Farbe und bildet sich hydrothermal durch Metasomatose, das heißt durch Umwandlung, Verdrängung oder Austausch von Gesteinsbestandteilen. Das kataklastische Granitausgangsgestein wurde über einen Prozess, den man Propylitisierung nennt, mit einem signifikanten Epidotgehalt versehen.
Dekorative kunsthandwerkliche Anwendungen sind in Mitteleuropa kaum bekannt. In den USA gibt es gelegentlich kleinere repräsentative Anwendungen.
Unakit wird in Deutschland oft als Jaspisimitat unter dem Namen Blumenjaspis als Schmuck- oder Heilstein verkauft. 
Siehe auch: Liste der Gesteine